# Acidimetrija
Acidimetrija (lat. acidum: kiselina + -metrija) je u analitičkoj kemiji metoda za kvantitativno određivanje neke baze titracijom s pomoću otopine kiseline poznate koncentracije.